# 공손홍
공손 홍(公孫弘, 기원전 199년 ~ 기원전 121년)은 전한 중기의 관료로, 자는 계(季) 또는 차경(次卿)이며 치천국 설현(薛縣) 사람이다. 무제 치세에 내사·어사대부·승상을 역임했으며, 전한 최초로 작위 없이 승상에 올라 승상에게 작위를 내리는 관례의 시초가 됐다. 작위와 시호는 평진헌후(平津獻侯)다.

## 생애
젊어서 설현의 옥리를 지냈다가 죄를 지어 면직됐고, 가난해 보하이 만의 바닷가에서 돼지를 키웠다. 40살이 되기까지 공부하며 계모를 봉양했다.
무제 건원 원년(기원전 140년), 무제가 즉위하고 현량과 문학을 초빙하자 나이 60에 현량으로 불려가 박사를 지냈다. 그러나 흉노에 사자로 갔다 와서 무제와 다투고 병을 핑계로 관직을 버렸다. 원광 5년(기원전 130년), 무제가 다시 문학을 천거하게 해 치천국의 천거를 받았고, 예전 문학 시절 황제에게 쫓겨난 것 때문에 거절했으나 치천국에서 한사코 권유해 결국 장안으로 갔다. 태상은 문학들에게 책문을 짓게 하고 공손홍을 100위로 평가했으나, 무제가 공손홍의 책문을 읽고 1등으로 뽑고 풍채를 보고 박사로 임명했다.
무제가 서남이를 개척하고 파촉 사람들에게 부역을 가하고 있을 때, 무제의 명으로 서남이 땅을 둘러보고는 그 땅을 폄하했다. 원삭 3년(기원전 126년) 어사대부가 되고서도 무제가 삭방·서남이·창해 등에 무력으로 진출해 군을 설치하는 것을 반대했으나, 무제가 주매신을 시켜 삭방에 군을 설치하는 이로움을 말하자 이것만은 받아들이고 서남이·창해는 여전히 반대했다.
원삭 5년(기원전 124년)에는 승상이 됐다. 원래 전한에선 열후 중에서 승상을 임명하는 것이 관례였는데, 공손홍은 작위가 없었기 때문에 무제는 조서를 내려 고성현(高成縣) 평진향(平津鄕) 650호를 주어 평진후에 봉했고, 이후로는 승상을 열후로 봉하는 것이 관례가 됐다. 회남왕 유안 · 형산왕 유사의 모반 사건 때는 중병이 들어 당시의 중대한 상황에 제대로 대처하지 못할 것을 염려해 사직을 청했으나, 무제는 공손홍에게 약과 우주(牛酒)와 비단을 주고 휴가를 주었다. 몇 달이 지나 병세가 호전돼 다시 업무에 종사했다.
원수 2년(기원전 121년)에 죽으니, 시호를 헌(獻)이라 하였고 공손도가 작위를 이었다.

## 출전
- 사마천: 《사기》 권111 평진후주보열전제52 중 공손홍전
- 반고: 《한서》 권58 공손홍복식예관전제28 중 공손홍전

| 전임 (내사) 충 | 전한의 좌내사 기원전 130년 ~ 기원전 126년 | 후임 이저 |

| 전임 장구 | 전한의 어사대부 기원전 126년 ~ 기원전 124년 | 후임 반계 |

| 전임 설택 | 전한의 승상 기원전 124년 11월 을축일 ~ 기원전 121년 | 후임 이채 |

| 선대 (첫 봉건) | 전한의 평진후 기원전 124년 11월 을축일 ~ 기원전 121년 | 후대 아들 공손도 |